# Boheľov
Boheľov (maďarsky Bögellő) je obec na Slovensku v okrese Dunajská Streda. Leží v centrální části Žitného ostrova, části slovenské Podunajské nížiny. Na území obce je chráněný areál Čiližské močiare.
V obci je moderní reformovaný kostel z roku 1995.

## Historie
První písemná zmínka o obci pochází z roku 1400. Do roku 1918 bylo území obce součástí Uherska. V důsledku první vídeňské arbitráže bylo v letech 1938 až 1945 součástí Maďarska. V roce 2008 obec měla 354 obyvatel. Při sčítání lidu v roce 2011 žilo v Boheľově 351 obyvatel, z toho 333 Maďarů, 14 Slováků a tři Češi; jeden z obyvatel neposkytl informace o etnickém původu.